# Шара (Француска)
Шара (фр. Charras) насеље је и општина у западној Француској у региону Поату-Шарант, у департману Шарант која припада префектури Ангулем.
По подацима из 2011. године у општини је живело 368 становника, а густина насељености је износила 24,34 становника/km². Општина се простире на површини од 15,12 km². Налази се на средњој надморској висини од 190 метара (максималној 202 m, а минималној 125 m).

## Демографија
| 1962. | 1968. | 1975. | 1982. | 1990. | 1999. | 2011. |
| ----- | ----- | ----- | ----- | ----- | ----- | ----- |
| 290   | 336   | 324   | 339   | 328   | 298   | 368   |

График промене броја становника у току последњих година